# Partia Wolności (Indonezja)
Partia Wolności (ind. Partai Merdeka) – indonezyjska, nacjonalistyczna partia polityczna o profilu sekularnym.

## Historia i wyniki wyborcze
Partia została założona 10 października 2002 roku w Dżakarcie przez grupę aktywistów rozczarowanych aktywnością innych ugrupowań politycznych powstałych po upadku reżimu gen. Suharto. 
Po raz pierwszy ugrupowanie wystartowało w wyborach parlamentarnych w 2004 roku rejestrując swoje listy w 22 prowincjach Indonezji. Ostatecznie partia zdobyła 0,7% głosów, nie uzyskując w ten sposób ani jednego mandatu w Ludowej Izbie Reprezentantów oraz Regionalnej Radzie Reprezentantów. W kolejnych wyborach zorganizowanych w 2009 roku, PM uzyskała wynik na poziomie 0,11% ważnie oddanych głosów co również nie przełożyło się na ani jeden mandat w jakiejkolwiek z izb. Ugrupowanie nie wystartowało w wyborach parlamentarnych w 2014 roku.